# 王双 (曹真部将)
- 關於中國大陆演員王双，請見「王双 (演员)」。
- 關於三国时期曹魏曹仁部将，請見「王双 (曹仁部将)」。

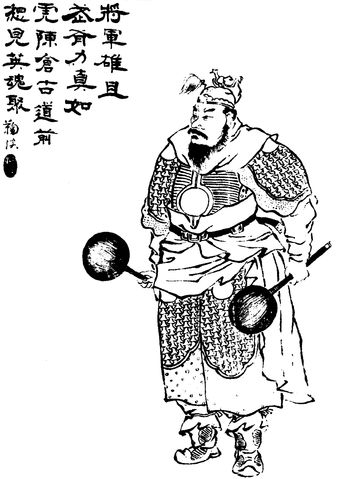

王雙（？—229年），三國時期曹魏將領，在諸葛亮第二次北伐時追擊撤退的蜀軍而戰死。此人在正史中記載極少，但在小說《三國演義》中描述甚多。

## 生平
太和二年（228年）冬，諸葛亮包圍了陳倉城，但圍攻了二十多日仍因郝昭堅守城池而未能攻下，諸葛亮見魏援軍已到，蜀軍糧秣又已盡，只好撤軍。當時王雙領兵追擊，與蜀軍交戰，兵敗被殺。

## 藝術形象
章回小說《三國演義》中的王雙出身於隴西郡狄道縣，字子全，以曹真部將的身份登場。在諸葛亮第二次北伐時，由曹真向魏明帝曹叡舉薦後，王双擔任先鋒出戰。魏明帝還御賜他錦袍和金鎧，任命為虎威將軍。十二月，諸葛亮率30萬大軍包圍陳倉城，因郝昭堅守城池而久攻不破之際，王雙率領援軍抵達。雙方短兵相見，王雙展現驍勇過人的戰技，斬殺了蜀將謝雄、龔起，又重創了張嶷。後來王雙中了諸葛亮的誘敵之計，殺出營寨追擊魏延而去，大本營被蜀軍襲擊，陷入一片火海。就在王雙慌亂中、正要趕回主營時，被突然現身的魏延一刀斬於馬下。
王雙身長九尺，使六十八斤大刀，騎千里徵宛馬，開兩石鐵胎弓，暗藏三個流星錘，百發百中，有萬夫不當之勇，曹真十五万精兵之前部大先鋒。曹叡笑曰：“朕得此大將，有何慮哉！”遂賜錦袍金甲，封為虎威將軍、為大都督。曹真謝恩出朝，遂引，會合郭淮、張郃，分道把守隘口。
先後不三合斬蜀將謝雄和龔起，孔明大驚，忙令廖化、王平、張嶷三人出迎。兩陣對圓，張嶷出馬，王平、廖化壓住陣角。蜀兵已到陳倉城下，霍昭引三千兵，開門以應之。王雙、張嶷二將交馬，大戰數合，不分勝負。雙詐敗便走，嶷隨後趕來。王平見張嶷中計，忙叫：“休趕！”嶷急回馬時，王雙流星早到，正中其背。嶷伏於鞍上，雙便趕來。王平、廖化截住，救了張嶷回陣。王雙驅兵大殺一場，蜀兵折傷甚多。嶷吐血數口，回見孔明，說：“王雙英雄無敵！”

## 影視
- 2009年動畫《三國演義》
- 2017年電視劇《大軍師司馬懿之軍師聯盟》：郭野

## 動漫遊戲
- 漫畫《火鳳燎原》（陳某）：故事設定其父親為司馬家盟友清風幫副幫主王剛[1]。父親死後在司馬家培育下成長，於官渡之戰篇以年幼版本登場和燎原火、張雷和郭淮拜祭小孟，其再於周瑜亡命篇以少年版本登場，當時已成為新一代殘兵首領，擅於流星錘，和同組織成員郭淮、燎原廣、黃皓關係友好。在行刺周瑜失敗[2]後，和郭淮假投周瑜以靜待時機，卻被周瑜設下的火計圍困，後得賈詡的部隊和馬鈞的指南車相救並脱險，後與曹真會合。